# Malo Crniće
Malo Crniće (srbskou cyrilicí Мало Црниће) je město a správní středisko stejnojmenné opštiny v Srbsku v Braničevském okruhu. Nachází se u břehu řeky Mlavy, asi 15 km jihovýchodně od města Požarevac a asi 92 km jihovýchodně od Bělehradu. Patří k nejmenším srbským městům; v roce 2011 žilo v Malém Crnići 719 obyvatel, v celé opštině pak 11 422 obyvatel, z nichž naprostou většinu (93,76 %) tvoří Srbové, ale výraznou národnostní menšinu (4,98 % obyvatelstva) též tvoří Romové. Rozloha opštiny je 271 km².
Kromě města Malo Crniće k opštině patří dalších 18 sídel; Aljudovo, Batuša, Boževac, Crljenac, Kalište, Kobilje, Kravlji Do, Kula, Malo Gradište, Salakovac, Smoljinac, Šapine, Šljivovac, Toponica, Veliko Crniće, Veliko Selo, Vrbnica a Zabrega. Malo Crniće není největším sídlem opštiny; tím je Smoljinac s 1 873 obyvateli.
Většina obyvatel se zabývá maloobchodem, velkoobchodem a opravami, dále pak konstrukcí, vyučováním a zpracovatelským průmyslem.